# ...To the Beat of a Dead Horse
...To the Beat of a Dead Horse è il primo album in studio del gruppo musicale statunitense Touché Amoré, pubblicato nel 2009.

## Tracce
1. And Now It's Happenning in Mine – 1:37
2. Honest Sleep – 2:32
3. Cadence – 1:47
4. Throwing Copper – 2:21
5. Swimming With Sharks – 1:02
6. History Reshits Itself – 1:32
7. Suckerfish – 1:38
8. Broken Records – 1:34
9. Nine – 0:44
10. Always Running, Never Looking Back – 2:11
11. Adieux – 1:25

## Formazione
Touché Amoré
- Jeremy Bolm – voce
- Clayton Stevens – chitarra
- Tyson White – chitarra
- Nick Steinhardt – basso
- Elliot Babin – batteria

Altri musicisti
- Jeff Eaton – voce in Always Running, Never Looking Back
- Geoff Rickly – voce in History Reshits Itself